# Varanus cerambonensis
Varanus cerambonensis este o specie de reptile din genul Varanus, familia Varanidae, descrisă de Philipp, Böhme și Ziegler 1999. Conform Catalogue of Life specia Varanus cerambonensis nu are subspecii cunoscute.